# Evergreen (Montana)
Evergreen és una concentració de població designada pel cens dels Estats Units a l'estat de Montana. Segons el cens del 2000 tenia 6.215 habitants.

## Demografia
Segons el cens del 2000, Evergreen tenia 6.215 habitants, 2.414 habitatges, i 1.694 famílies. La densitat de població era de 299,6 habitants per km².
Dels 2.414 habitatges en un 35,9% hi vivien nens de menys de 18 anys, en un 53,5% hi vivien parelles casades, en un 11,4% dones solteres, i en un 29,8% no eren unitats familiars. En el 23,4% dels habitatges hi vivien persones soles el 6,3% de les quals corresponia a persones de 65 anys o més que vivien soles. El nombre mitjà de persones vivint en cada habitatge era de 2,57 i el nombre mitjà de persones que vivien en cada família era de 3,02.
Per edats la població es repartia de la següent manera: un 28% tenia menys de 18 anys, un 8,5% entre 18 i 24, un 30,4% entre 25 i 44, un 22,9% de 45 a 60 i un 10,2% 65 anys o més.
L'edat mediana era de 35 anys. Per cada 100 dones de 18 o més anys hi havia 97,8 homes.
La renda mediana per habitatge era de 29.451 $ i la renda mediana per família de 35.346 $. Els homes tenien una renda mediana de 30.467 $ mentre que les dones 19.292 $. La renda per capita de la població era de 14.277 $. Aproximadament el 12,3% de les famílies i el 14,2% de la població estaven per davall del llindar de pobresa.

## Poblacions més properes
El següent diagrama mostra les poblacions més properes.